# Podbila
Podbila är ett samhälle i Bosnien och Hercegovina.   Det ligger i entiteten Federationen Bosnien och Hercegovina, i den sydvästra delen av landet, 110 km väster om huvudstaden Sarajevo. Podbila ligger 560 meter över havet och antalet invånare är 150.
Terrängen runt Podbila är kuperad. Närmaste större samhälle är Vir, 5,3 km öster om Podbila. 
Omgivningarna runt Podbila är en mosaik av jordbruksmark och naturlig växtlighet. Runt Podbila är det ganska tätbefolkat, med 75 invånare per kvadratkilometer.